# Tvrđava u Teočaku
Tvrđava u Teočaku, dio prirodno-graditeljske cjeline Starog Teočaka. Od utvrđenog grada danas su ostali samo ostatci. Ostala je samo stara oronula kula.
Podno tvrđave je džamija Fethija, nišani iz osmanskog perioda te osam kamenih granitnih kugli. Objekti čine prirodno-graditeljsku cjelinu odnosno povijesno područje jer su džamija, stari nišani i kamene kugle u podnožju srednjovjekovnog grada. Ostatci srednjovjekovnog grada trebaju hitnu sanaciju, jer su oštećeni i zapušteni. Kompleks je dosta neistražen. Predstavnici Zavoda za zaštitu i korištenje kulturno-povijesnog i prirodnog naslijeđa Tuzlanske županije podnijeli su 2016. godine peticiju za proglašenje prirodno-graditeljske cjeline Stari grad Teočak nacionalnim spomenikom Bosne i Hercegovine. Prije rata bila je pod zaštitom države. 
Datira iz 1345. godine. Prema jednim pisanim vrelima čini se da ju je dao podići kralj Tvrtko I. i njegova mati Jelena 1353. godine. Zatim je sagrađeno naselje koje je protjekom vremena i prema okolnostima dobilo ime Stari Teočak.
Prema legendi, tvrđava je podignuta istovremeno kada i tvrđava u Zvorniku te da je kamen do Zvornika prenošen rukama. Tvrđava je bila trokutne osnove, a pretpostavlja se da je to bilo po uzoru na smederevsku tvrđavu. 
Smještena je na obroncima planine Majevice. Podignuta je zbog strateški važnog položaja. Vjerojatno je ondašnja tvrđava imala trokutnu osnovu. Stara kula nekada je bila dio srednjovjekovne utvrde i prate ju legende. Kad je uspostavljena redovna osmanska vojska (nizam), svi bosanski stari gradovi i utvrde izgubili su svrhu. 1840-ih su gotovo svi redom napušteni. Kula je danas pod zaštitom tvrđave kugle koje su branitelji utvrde spuštali niz strme litice braneći se od osvajača.
Tvrđava još nije potpuno istražena.